# Moïse Lilienblum
Moïse-Leib Lilienblum (22 octobre 1843 - 12 février 1910) est un écrivain et critique de langue hébraïque. Il compte parmi les leaders des Amants de Sion en Russie, dont il fut le secrétaire jusqu'à sa mort.
Né dans le Gouvernement de Kowno de l’Empire russe en 1843, il entre dans le mouvement de la Haskala. Avec le poète Yehouda-Leib Gordon, il pense à une certaine réforme de la religion.
À la suite des pogroms de 1881 commis contre les Juifs en Russie, il adhère corps et âme aux Amants de Sion, puis il rejoint le Mouvement sioniste politique de Theodor Herzl, où il intervient activement pour la Terre d'Israël.
Il meurt à Odessa en 1910. Le nom du village M-a-L-a-L (Kfar Malal) de la région du Sharon, en Israël, lui rend hommage. ( M L L : initiales de Moïse Leib Lilienblum).